# 14575 Jamesblanc
14575 Jamesblanc è un asteroide della fascia principale. Scoperto nel 1998, presenta un'orbita caratterizzata da un semiasse maggiore pari a 2,3038690 UA e da un'eccentricità di 0,1615932, inclinata di 2,26776° rispetto all'eclittica.